# Братислав Пејчић
Братислав Пејчић (Власотинце, 17. јануара 1983) српски је фудбалер.

## Трофеји и награде
Будућност Банатски Двор
- Друга лига СР Југославије : 2002/03.[6]

Млади радник
- Српска лига Запад : 2007/08.[7]

Раднички Ниш
- Српска лига Исток : 2010/11.[8]
- Прва лига Србије : 2011/12.[9]

Радник Сурдулица
- Прва лига Србије : 2014/15.[10]